# Parti communiste de Jbeil
Le Parti communiste libanais-section Jbeil a été fondé en 1924 par le martyr Farajallah el-Helou.
Il fut actif de 1924 jusqu'en juillet 2006, lorsque le politburo de cette section annonça sa séparation d'avec le Parti communiste, qualifiant ce dernier de pro-syrien et rejoignit Jabhat al-Inkaz.
Par conséquent, le politburo du PCL annonça la mort de cette section fédérative en septembre 2006.
Les membres de cette section étaient estimés a 15 000. Tous furent chassés du PCL.